# Guareí (kommun)
Guareí är en kommun i Brasilien.   Den ligger i delstaten São Paulo, i den södra delen av landet, 800 km söder om huvudstaden Brasília. Antalet invånare är 14 568.
Följande samhällen finns i Guareí:
- Guareí

Omgivningarna runt Guareí är huvudsakligen savann. Runt Guareí är det glesbefolkat, med 19 invånare per kvadratkilometer.